# Rilets Peak
Der Rilets Peak (englisch; bulgarisch връх Рилец wrach Rilez) ist ein 1300 m hoher Berg in den Aristotle Mountains an der Oskar-II.-Küste des Grahamlands auf der Antarktischen Halbinsel. Als höchster Gipfel des Stevrek Ridge ragt er 5,4 km südsüdöstlich des Ishirkov Crag, 16,73 km westlich des Radovene Point und 13,5 km nordöstlich des Vrelo Peak. Der Mapple-Gletscher liegt nördlich und der Melville-Gletscher südlich von ihm.
Britische Wissenschaftler kartierten ihn 1976. Die bulgarische Kommission für Antarktische Geographische Namen benannte ihn 2013 nach einem Berg im Rilagebirge in Bulgarien.